# Lemurové
Lemurové (lemures) či larvové (larvae) jsou v římském náboženství nepokojní či zlovolní mrtví, forma revenantů. V některých případech byly škodící zemřelí označováni pouze jako larvové, zatímco lemurové označovali mrtvé obecně, čímž splývali s manes. Dobrotiví zemřelí byli nazýváni larové a penáti.
Lemury se stávali především z lidí, kteří byli zavražděni či popraveni nebo neodešli do podsvětí kvůli příkořím, která v životě zažili nebo zemřeli příliš mladí. Ve světě živých poté bloudili, škodili a přinášeli neštěstí a šílenství, zejména svým příbuzným. Na usmíření a odvrácení lemurů se konal 9., 11. a 13. května svátek lemurií. Protože se v tento měsíc tyto bytosti objevovaly mezi živými, byl považován květen za nešťastný a nevhodný například pro svatbu.
Z latinského lemures je odvozeno označení skupiny druhů poloopic zvaných lemuři, zatímco z larva ve významu „maska“ je odvozeno označení larva pro stádium vývoje některých živočichů.